# Richard Lavenham Gardner
Richard Lavenham Gardner (Dorking, 10 de junho de 1943) é um biólogo britânico.